# Lotte Rotholz
Lotte Rotholz (geborene Jastrow; * 25. September 1923 in Bad Bentheim; † zwischen 1943 und 1945) war ein deutsches Opfer des Holocaust und Widerstandskämpferin gegen den Nationalsozialismus.

## Leben
1925 zog Familie Jastrow zunächst nach Forst in der Lausitz, wo Lottes Vater als Prediger und Religionslehrer für die dortige Jüdische Gemeinde tätig war. 1933 siedelte die Familie nach Berlin über. Lotte Jastrow besuchte bis 1938 die IV. Jüdische Volksschule der Jüdischen Gemeinde Berlin und machte dann eine zweijährige Schneiderlehre. Sie war bis zum Verbot 1937 Mitglied im nicht-zionistischen Bund deutsch-jüdischer Jugend und gehörte parallel dazu auch den zionistisch orientierten Werkleuten an. Im Dezember 1941 heiratete sie Siegbert Rotholz.
Wohl im Frühjahr 1941 schloss sie sich dem Diskussionskreis um Heinz Joachim an, welcher der jüdisch-kommunistischen Widerstandsgruppe um Herbert Baum nahe stand. Mitglieder dieser Gruppe verübten am 17. Mai 1942 einen Brandanschlag auf die nationalsozialistische Propagandaausstellung „Das Sowjet-Paradies“ im Berliner Lustgarten.
In Folge wurde die Gruppe enttarnt, Lotte und Siegbert Rotholz wurden festgenommen. Am 10. Dezember 1942 verurteilte der Volksgerichtshof Lotte Rotholz zu acht Jahren Zuchthaus. Am 14. Oktober 1943 wurde sie gemeinsam mit Alice Hirsch nach Auschwitz deportiert, wo sie starb.

## Gedenksteine

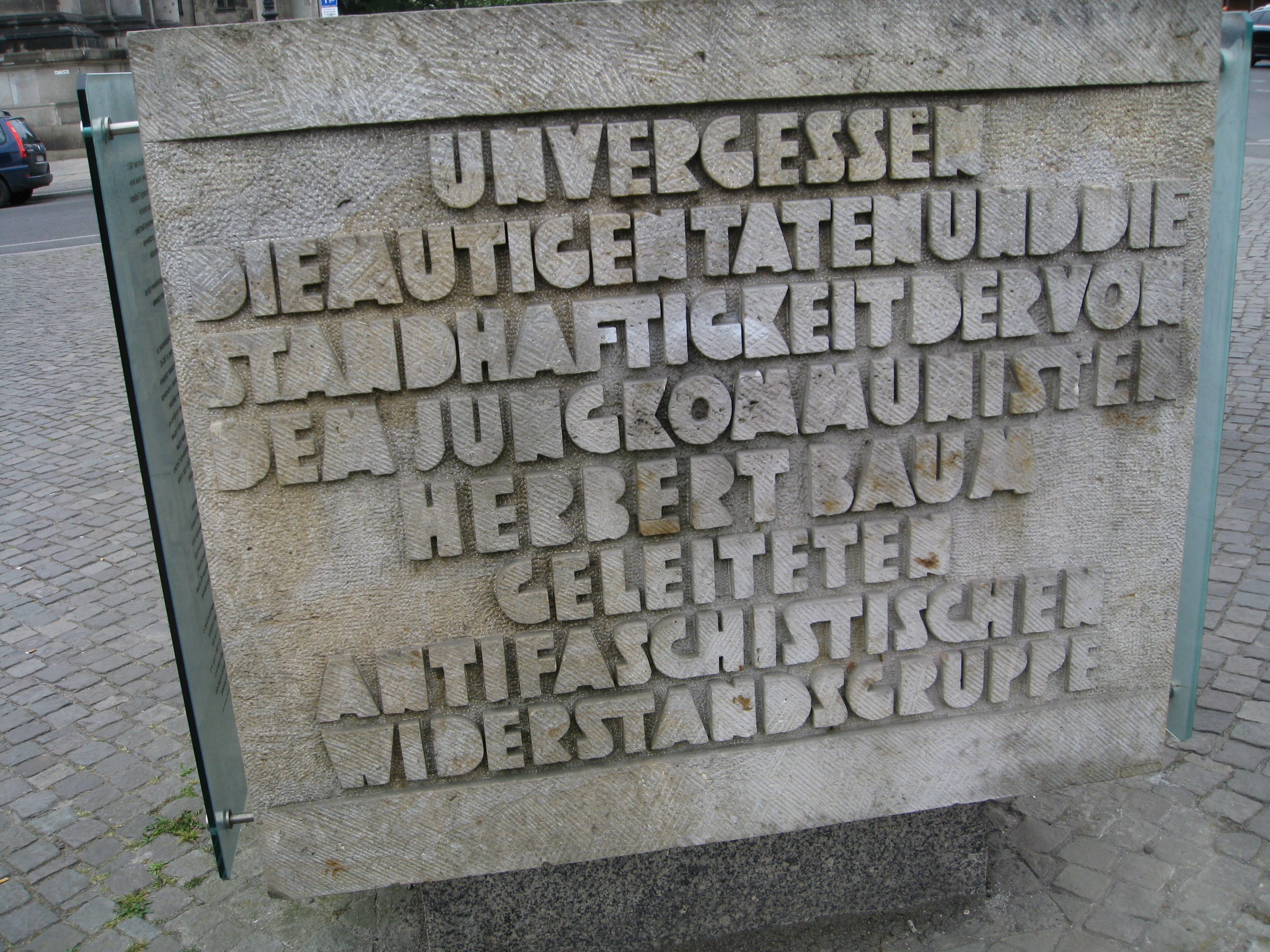
Der Berliner Gedenkstein im Lustgarten

Heute erinnern zwei der Baum-Gruppe gewidmeter Gedenksteine in Berlin namentlich auch an Lotte Rotholz.
- Gedenktafel in Berlin auf dem Jüdischen Friedhof Weißensee (Eingang: Markus-Reich-Platz).[3]
- Ein von Bildhauer Jürgen Raue gestalteter Gedenkstein wurde 1981 im Auftrag des Magistrats von Berlin (Ost) ohne nähere Informationen über die Widerstandsaktion im Lustgarten aufgestellt.[4]